# Three Hills
Three Hills – miasto w Kanadzie, w prowincji Alberta. Zostało inkorporowane jako wieś w 1912 roku i szybko stało ważnym ośrodkiem dla rosnącego wokół obszaru uprawy pszenicy. Nazwa Three Hills (dosł. "trzy wzgórza") pochodzi od trzech wzniesień znajdujących się na północ miasta.
Liczba mieszkańców Three Hills wynosi 3 089. Język angielski jest językiem ojczystym dla 90,8%, francuski dla 0% mieszkańców (2006).